# NGC 6312
NGC 6312 (również PGC 59751) – zwarta galaktyka (C), znajdująca się w gwiazdozbiorze Herkulesa. Odkrył ją Édouard Jean-Marie Stephan 25 lipca 1879 roku.